# Eptatretus chinensis
Eptatretus chinensis – gatunek bezszczękowca z rodziny śluzicowatych (Myxinidae).

## Zasięg występowania
Morze Południowochińskie.

## Cechy morfologiczne
Osiąga maksymalnie 37,5 cm długości. Sześć par worków skrzelowych; ich otwory, ułożone w linii prostej są oddalone od siebie. Plamki oczu widoczne. Gruczoły śluzowe: przedskrzelowe 15-19, skrzelowe 4–5, tułowiowe 42–45, ogonowe 11–14.  
Brak białego paska na grzbiecie.

## Biologia i ekologia
Występuje na głębokości około 600 m.